# The Wild Trapeze
The Wild Trapeze è l'album di debutto da solista del leader degli Incubus Brandon Boyd. L'album è stato pubblicato in edizione limitata tramite iTunes il 6 luglio 2010.
Boyd ha descritto il suono del suo album come:

"...un ragazzo in camera circondato dai giocattoli che ha un entusiasmo imperituro, per scoprire ciò che ogni giocattolo fa, e gli è stata data licenza completa per fare più rumore"

Il 21 giugno 2010, un video musicale per il primo singolo di Brandon, intitolato "Runaway Train", è stato pubblicato on-line.
L'album ha debuttato al numero 33 della Billboard 200, vendendo 11 109 copie.

## Tracklist
Testi e musiche di Brandon Boyd.
1. The Wild Trapeze – 4:12
2. Here Comes Everyone – 3:46
3. Dance While The Devil Sleeps – 3:09
4. A Night Without Cars – 4:26
5. Revenge Of The Spectral Tiger – 4:02
6. Courage And Control – 3:52
7. Runaway Train – 3:24
8. Last Night A Passenger – 4:12
9. Mirror of Venus – 2:24
10. All Ears Avow! – 2:20

## Formazione
- Brandon Boyd - voce, chitarra, batteria, basso, timpani, Chimes, Glockenspiel.
- Dave Fridmann - produttore, tastiera
- Jon Theodore- Batterista